# Belgisch vrouwenraftingteam
Het Belgisch vrouwenraftingteam is een nationale raftingploeg voor vrouwen.

## Historiek
In 2012 behaalde de vrouwenraftingploeg de Europese titel te Lipno nad Vltavou (Tsjechië). In de verschillende onderdelen van de wedstrijd behaalden ze de vijfde plaats op de spurt (400 m), zilver op de H2H (head-to-head: afvalrace tussen twee teams met een knock-out systeem), brons op de slalom en goud op de downriver (wildwaterafvaart). In 2013 werden ze zesde op het Wereldkampioenschap dat plaatsvond in Nieuw-Zeeland. De Belgische ploeg bestond toen uit Lore Walravens, Marlies Van den Berge, Caroline Van Eycken, Nina Hansen, Marleen Koninckx en Stefanie Leys.